# Phoebe Cary
Phoebe Cary (North College Hill, 4 settembre 1824 – Newport, 31 luglio 1871) è stata una scrittrice statunitense, sorella minore della poetessa Alice Cary (1820-1871). Le sorelle hanno copubblicato poesie nel 1849 e poi ognuna ha continuato a pubblicare i propri libri. Dopo la loro morte nel 1871, furono compilate anche antologie congiunte delle poesie inedite delle sorelle.

## Biografia

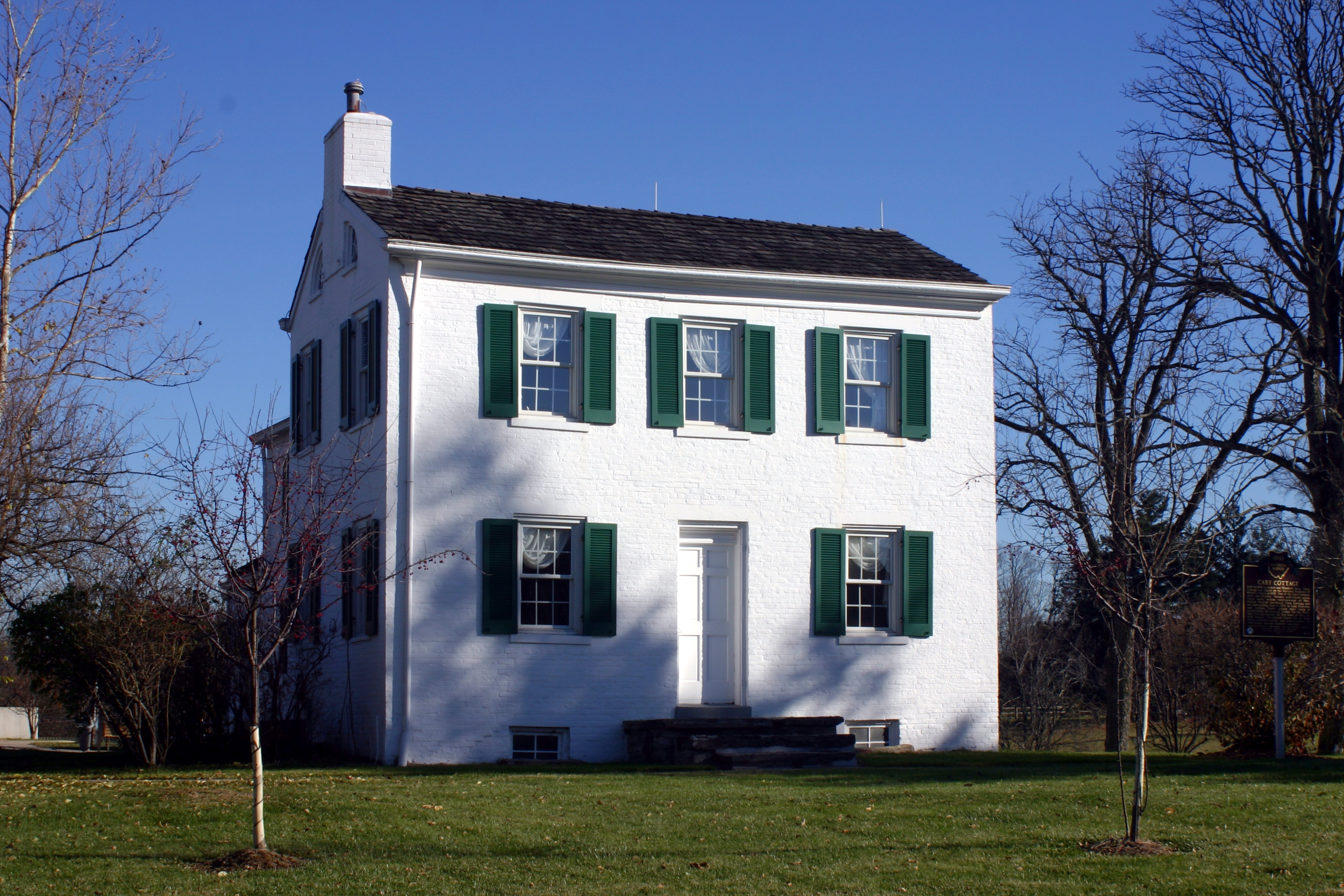
Cary Cottage, casa dell'infanzia di Alice e Phoebe Cary vicino a Cincinnati (Ohio)

Phoebe Cary nacque il 4 settembre 1824 a Mount Healthy, nell'Ohio, vicino a Cincinnati, e insieme alla sorella Alice crebbe nella fattoria Clovernook, nell'attuale North College Hill, nell'Ohio. Pur essendo cresciute in una famiglia universalista e avendo opinioni politiche e religiose liberali e riformiste, frequentavano spesso le funzioni metodiste, presbiteriane e congregazionaliste ed erano amiche dei ministri di tutte queste denominazioni e di altre.
Pur frequentando occasionalmente la scuola, le sorelle dovevano spesso lavorare a casa e quindi erano in gran parte autodidatte. La madre delle sorelle morì nel 1835 e due anni dopo il padre si risposò. La matrigna era del tutto indifferente alle loro aspirazioni letterarie. Da parte loro, pur essendo pronte e disposte ad aiutare con tutte le loro forze nei lavori domestici, le sorelle persistevano nella determinazione di studiare e scrivere quando il lavoro della giornata era finito. A volte veniva loro negato l'uso delle candele, per quanto desiderassero, e lo strumento di un piattino di lardo con un pezzo di straccio come stoppino era la loro unica luce dopo che il resto della famiglia si era ritirato.

### Differenze tra le sorelle
Più estroversa della sorella, Cary fu una paladina dei diritti delle donne e per un breve periodo curò Revolution, un giornale pubblicato da Susan B. Anthony. Nel 1848 le loro poesie furono pubblicate nell'antologia Female Poets of America curata da Rufus Wilmot Griswold e, con il suo aiuto, nel 1849 fu pubblicato Poems of Alice and Phoebe Cary. Il poeta John Greenleaf Whittier era stato invitato a fornire una prefazione, ma rifiutò. Egli riteneva che le loro poesie non avessero bisogno della sua approvazione e aveva anche espresso una generale avversione per le prefazioni, considerate un metodo per "far passare con l'aiuto di un nome noto ciò che altrimenti non sarebbe divenuto popolare".

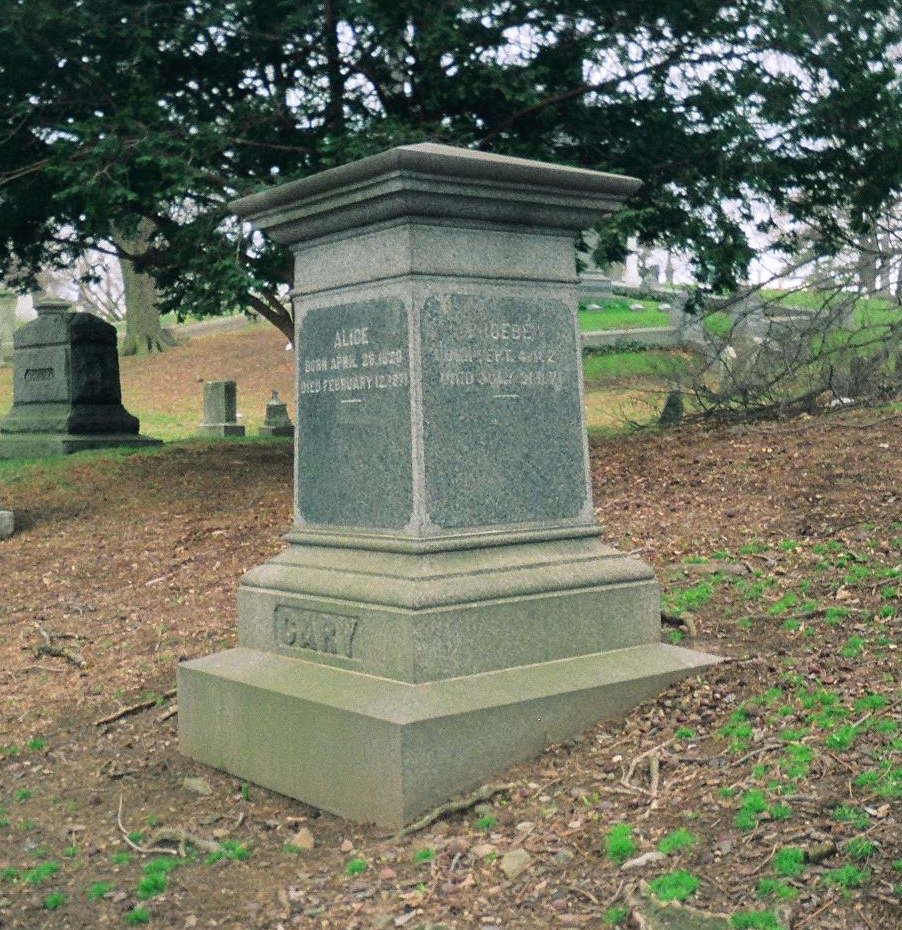
Grave of the Cary sisters

L'antologia delle sorelle ottenne molti consensi e nel 1850 si trasferirono a New York. Qui ospitarono spesso ricevimenti serali domenicali, ad alcuni dei quali parteciparono personaggi famosi come P. T. Barnum, John Greenleaf Whittier ed Elizabeth Cady Stanton. Mentre era a New York, Phoebe pubblicò due volumi di poesie esclusivamente sue: Poems and Parodies e Poems of Faith, Hope and Love. Inoltre, le sue liriche apparvero in molti innari ecclesiastici, su cartoline della scuola domenicale e negli album di famiglia. Uno dei suoi inni più duraturi, "Nearer Home", primo verso "One sweetly solemn thought", veniva spesso cantato ai funerali, compresi quelli di Alice e il suo. Negli innari è stata a lungo abbinata alla melodia OZREM, composta nel 1850 da Isaac B. Woodbury. Il compositore canadese Robert Ambrose, tuttavia, nel 1876 creò una melodia più lunga e corale, appositamente per il testo della Cary. La partitura Cary-Ambrose divenne uno degli spartiti più popolari e venduti del XIX secolo.

### Gestione domestica
Nella convivenza a New York, Phoebe assunse, per scelta, Alice fu per molti anni un'invalida, la parte maggiore dei doveri domestici, trovando così meno tempo libero per il lavoro letterario. Scrisse pochissima prosa e le sue poesie erano così diverse nello stile, molto più vivaci nel tono e indipendenti nei modi, che i versi di una sorella venivano raramente attribuiti all'altra.
Nel 1868, Horace Greeley scrisse una breve biografia congiunta di Alice e Phebe (come scriveva il suo nome).

### Morte
Alice morì nel 1871 di tubercolosi; Phoebe morì cinque mesi dopo di epatite, il 31 luglio 1871, a Newport, Rhode Island. Entrambe le sorelle furono sepolte nel Cimitero di Green-Wood, a Brooklyn (New York).

## Opere
- Poesie di Alice e Phoebe Cary  (1849)
- Poesie e parodie (Ticknor, Reed & Fields, Boston, 1854)
- Poesie di fede, speranza e amore (1867)
- Un memoriale di Alice e Phoebe Cary con alcune delle loro poesie successive, compilato e curato da Mary Clemmer Ames (1873)
- Le ultime poesie di Alice e Phoebe Cary, compilato e curato da Mary Clemmer Ames (1873)
- Ballate per la piccola gente di Alice e Phoebe Cary, compilato e curato da Mary Clemmer Ames (1873)
- Inni per tutti i cristiani (1869, compilato da Charles Force Deems e Phoebe Cary)

Nota: nei primi volumi, "Cary" era scritto "Carey"  sopra e dentro i libri di Phoebe e Alice Cary e le edizioni e i volumi successivi hanno cambiato l'ortografia.

## Dopo la morte
Dopo la loro morte, avvenuta nel 1871, vennero compilate antologie comuni delle poesie inedite di Phoebe e Alice.
Il primo volume di History of Woman Suffrage, pubblicato nel 1881, recita: “QUESTI VOLUMI SONO AFFETTIVAMENTE INSCRITTI ALLA MEMORIA DI Mary Wollstonecraft, Frances Wright, Lucretia Mott, Harriet Martineau, Lydia Maria Child, Margaret Fuller, Sarah e Angelina Grimké, Josephine S. Griffing, Martha C. Wright, Harriot K. Hunt, M.D., Mariana W. Johnson, Alice e Phebe Carey, Ann Preston, M.D., Lydia Mott, Eliza W. Farnham, Lydia F. Fowler, M.D., Paulina Wright Davis, le cui vite sincere e le cui parole impavide, nel richiedere i diritti politici per le donne, sono state, nella preparazione di queste pagine, una costante ispirazione per i redattori”.